# Chalixodytes tauensis
Chalixodytes tauensis е вид бодлоперка от семейство Creediidae. Видът не е застрашен от изчезване.

## Разпространение и местообитание
Разпространен е в Американска Самоа, Гуам, Кокосови острови, Маршалови острови, Нова Каледония, Остров Рождество, Палау, Питкерн, Самоа, Северни Мариански острови, Фиджи и Френска Полинезия.
Обитава крайбрежията и пясъчните дъна на океани, морета и рифове. Среща се на дълбочина от 1 до 10 m, при температура на водата от 22,5 до 29,1 °C и соленост 34,5 – 35,6 ‰.

## Описание
На дължина достигат до 4,6 cm.